# Juncus conglomeratus
Juncus conglomeratus, es una herbácea de la familia de las juncáceas.

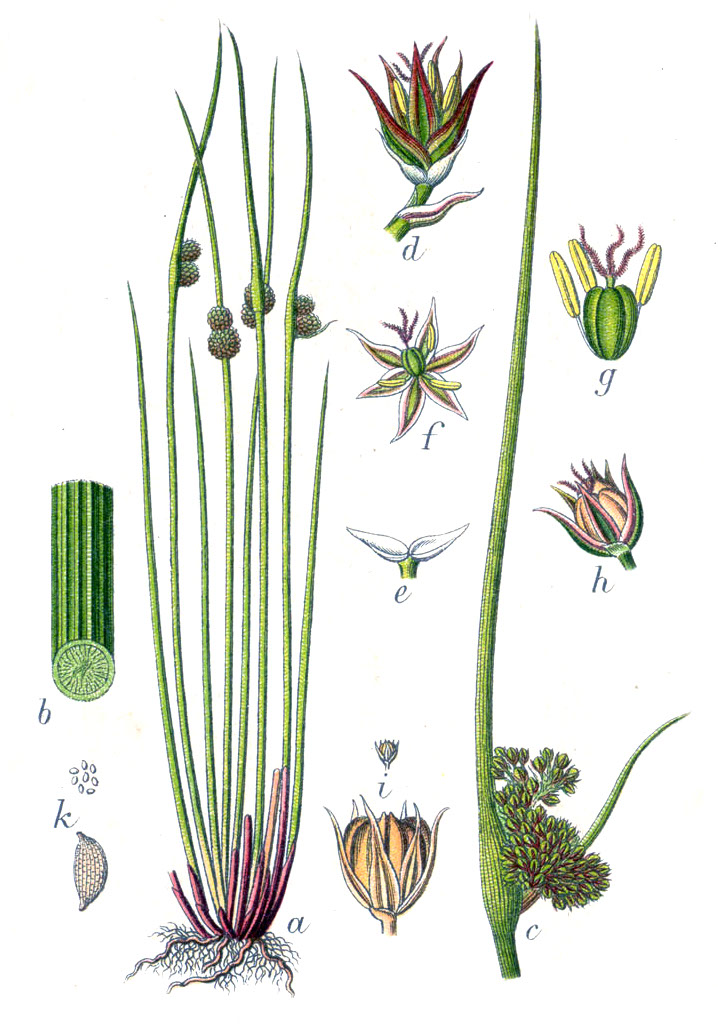
Ilustración

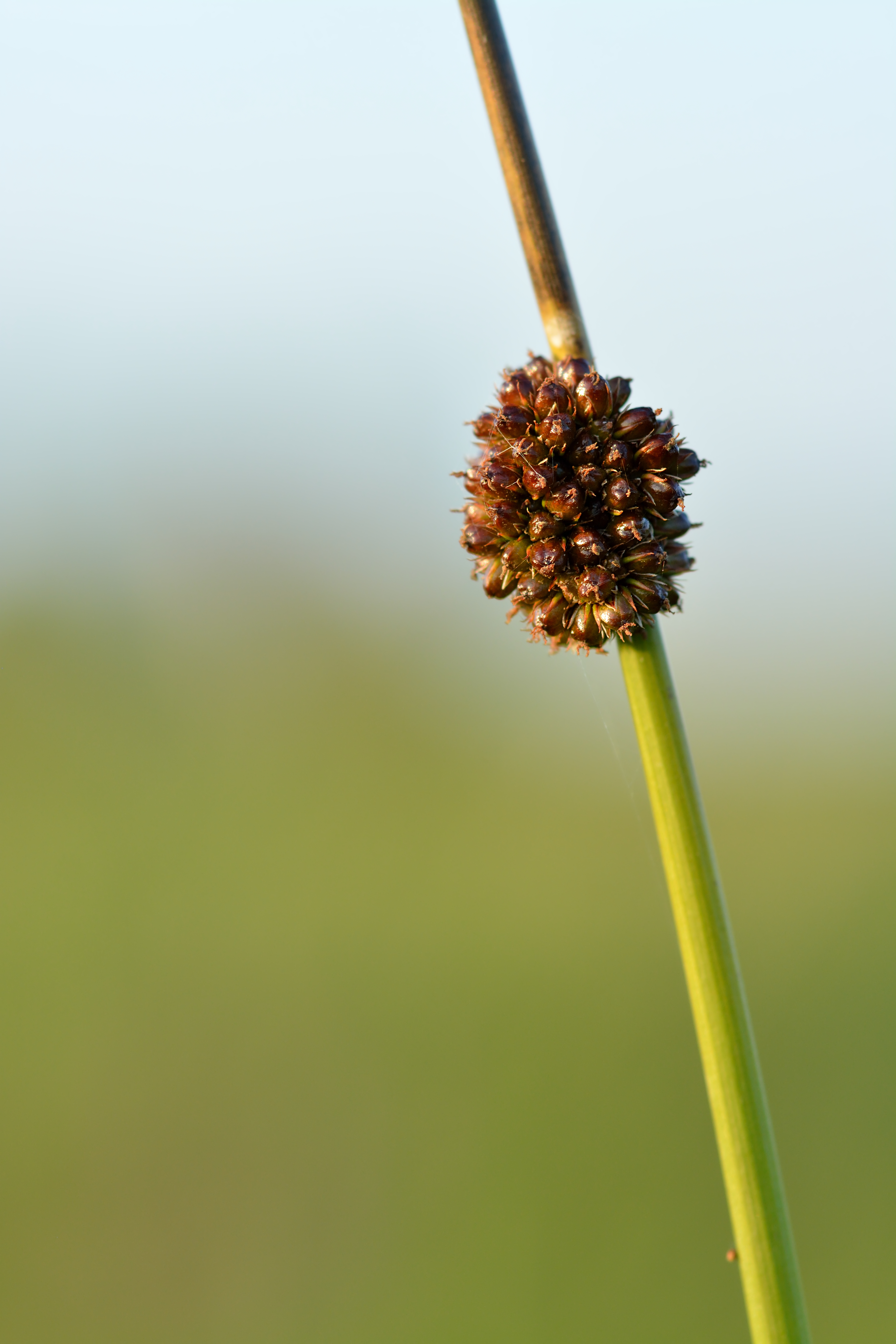

## Descripción
Tiene tallos que alcanzan un tamaño de hasta 85 cm de altura, con 11-30 estrías bien marcadas sobre todo debajo de la inflorescencia y médula continua, rodeados en la base por vainas de color pardo claro a rojizo, mates. Inflorescencia compacta. Bráctea inferior más larga que la inflorescencia, con una vaina ancha. Tépalos de 2-2,8 mm, de lanceolados a ovados, acuminados; los externos tan largos o ligeramente más largos que los internos. Androceo con 3 estambres de 1/2-2/3 de la longitud del periantio. Anteras de 0,4-0,6 mm, generalmente más cortas que los filamentos. Cápsulas tan largas o ligeramente más cortas que el periantio, de obovadas a elipsoideas, generalmente emarginadas, mucronadas, reticuladas. Tiene un número de cromosomas de 2n = 40, 42. Florece de mayo a julio.

## Distribución y hábitat
Se encuentra en praderas-juncales higrofíticas muy húmedas; a una altitud de 0-2930 metros en Europa, C y SW de Asia, Norte de África y Norteamérica (probablemente introducida); introducida en Venezuela y Nueva Zelanda. Aparece en casi toda la península ibérica, siendo más frecuente en las regiones costeras.

## Taxonomía
Juncus conglomeratus fue descrita por Carlos Linneo y publicado en Species Plantarum 1: 326. 1753.
Etimología
Juncus: nombre genérico que deriva del nombre clásico latino  de jungere =, "para unir o vincular", debido a que los tallos se utilizan para unir o entrelazar".
conglomeratus: epíteto latino que significa "agrupadas".
Sinonimia
- Juncus glomeratus Thunb.
- Juncus leersii T.Marsson
- Juncus matthioli Bubani
- Juncus subuliflorus Drejer
- Tristemon glomeratum Raf.[6]

## Nombre común
- Castellano: carriza, chunco, chungo, juncal, junclo, junco, junco amontonado, junco de esteras, junco de río, junco fino, junco marino, junquera, junquillo, siunco, tabúa.[7]